# Aaru
Aaru (tamilski: ஆறு) – indyjski wysokobudżetowy kollywoodzki film miłosny z 2005 roku. W rolach głównych Surya i Trisha. Film reżyserował autor Arula i Saamy, Hari. Kolejny po sukcesie Suryi w Ghajini cieszył się w Tamil Nadu dużą popularnością.

## Obsada
- Surya – Aarumugham (Aaru)
- Ashish Vidyarthi – Vishwanath
- Trisha Krishnan – Mahalakshmi
- Vadivelu – Sumo
- Kalabhavan Mani

## Muzyka i piosenki
Muzykę do filmu skomponował Devi Sri Prasad, autor muzyki do takich filmów jak: Arya, Varsham, Nuvvostanante Nenoddantana, Bunny, Unnakum Ennakum, Bommarillu, Pournami’, Aata, Jagadam.
- Soda Bottle – Shankar Mahadevan & Saaki Mukhesh
- Paakatha – Tippu & Sumangali
- Freeya Vudu – Mukhesh, Karthikeyan, Vadivelu, Jessie Gift & Giresh
- Thottutea – Karthik, & Sunathi Sarathy
- Dhrogam – Hariharan
- Nenjam Enum – Srinivas & Kalpana